# 1980年モスクワオリンピックのソビエト連邦選手団
1980年モスクワオリンピックのソビエト連邦選手団（1980ねんモスクワオリンピックのソビエトれんぽうせんしゅだん）は、1980年7月19日から8月3日にかけてソビエト連邦の首都モスクワで開催された1980年モスクワオリンピックのソビエト連邦選手団、およびその競技結果。

## 概要
今大会は金メダル80個、銀メダル69個、銅メダル46個の合計195個のメダルを獲得した。

## メダル
| メダル | 選手名                                                                                              | 競技   | 種目                       |
| ------ | --------------------------------------------------------------------------------------------------- | ------ | -------------------------- |
| 金     | ビクトル・マルキン                                                                                  | 陸上   | 男子400m                   |
| 金     | ウラジミール・ムラヴィヨフ ニコライ・シドロフ アレクサンドル・アクシニン アンドレイ・プロコフィエフ | 陸上   | 男子4×100mリレー           |
| 金     | レミギウス・ヴァリウリス ミハイル・リンゲ ニコライ・チェルニエツキ ビクトル・マルキン               | 陸上   | 男子4×400mリレー           |
| 金     | ヤチェク・ウドミュー                                                                                | 陸上   | 男子三段跳                 |
| 金     | ウラジミル・キセリョフ                                                                              | 陸上   | 男子砲丸投                 |
| 金     | ビクトル・ラシチュプキン                                                                            | 陸上   | 男子円盤投                 |
| 金     | ユーリ・セディフ                                                                                    | 陸上   | 男子ハンマー投             |
| 金     | ダイニス・クラ                                                                                      | 陸上   | 男子やり投                 |
| 金     | リュドミラ・コンドラチェワ                                                                          | 陸上   | 女子100m                   |
| 金     | ナデジダ・オリザレンコ                                                                              | 陸上   | 女子800m                   |
| 金     | タチアナ・カザンキナ                                                                                | 陸上   | 女子1500m                  |
| 金     | ベラ・コミソワ                                                                                      | 陸上   | 女子100mハードル           |
| 金     | タチアナ・プロロチェンコ タチアナ・ゴイシチク ニーナ・ジュスコワ イリーナ・ナザロワ                 | 陸上   | 女子4×400mリレー           |
| 金     | タチアナ・コルパコワ                                                                                | 陸上   | 女子走幅跳                 |
| 金     | ナデジダ・トカチェンコ                                                                              | 陸上   | 女子五種競技               |
| 金     | セルゲイ・コプリアコフ                                                                              | 競泳   | 男子200m自由形             |
| 金     | ウラジミール・サルニコフ                                                                            | 競泳   | 男子 400m自由形            |
| 金     | ウラジミール・サルニコフ                                                                            | 競泳   | 男子1500m自由形            |
| 金     | ロベルタス・ジュルパ                                                                                | 競泳   | 男子200m平泳ぎ             |
| 金     | セルゲイ・フェセンコ                                                                                | 競泳   | 男子200mバタフライ         |
| 金     | アレクサンドル・シドレンコ                                                                          | 競泳   | 男子400m個人メドレー       |
| 金     | セルゲイ・コプリアコフ ウラジミール・サルニコフ イヴァー・ストゥコルキン アンドレイ・クリロフ       | 競泳   | 男子4×200m自由形リレー     |
| 金     | リナ・カチュシテ                                                                                    | 競泳   | 女子200m平泳ぎ             |
| 金     | セルゲイ・スホルチェンコフ                                                                          | 自転車 | 男子個人ロードレース       |
| 金     | ユーリ・カシリン オレク・ログヴィン セルゲイ・シェルパコフ アナトリ・ヤルキン                       | 自転車 | 男子チームタイムトライアル |
| 金     | ヴィクトル・マナコフ ヴァレリ・モヴシャン ウラディミル・オソキン ヴィタリ・ペトラコフ               | 自転車 | 男子4000m団体追い抜き      |
| 金     | ニコライ・ソロドクリン                                                                              | 柔道   | 男子65kg以下級             |
| 金     | ショータ・ハバレーリ                                                                                | 柔道   | 男子78kg以下級             |
| 銀     | ワシリー・アルヒペンコ                                                                              | 陸上   | 男子400mハードル           |
| 銀     | ピョートル・ポチェンチュク                                                                          | 陸上   | 男子20km競歩               |
| 銀     | コンスタンチン・ボルコフ                                                                            | 陸上   | 男子棒高跳                 |
| 銀     | ヴィクトル・サネイエフ                                                                              | 陸上   | 男子三段跳                 |
| 銀     | アレクサンドル・バリシニコフ                                                                        | 陸上   | 男子砲丸投                 |
| 銀     | セルゲイ・リトビノフ                                                                                | 陸上   | 男子ハンマー投             |
| 銀     | アレクサンドル・マカロフ                                                                            | 陸上   | 男子やり投                 |
| 銀     | ユーリ・クツェンコ                                                                                  | 陸上   | 男子十種競技               |
| 銀     | ナタリア・ボチナ                                                                                    | 陸上   | 女子200m                   |
| 銀     | オルガ・ミネーエワ                                                                                  | 陸上   | 女子800m                   |
| 銀     | ベラ・コミソワ リュドミラ・ザルコワ＝マスラコワ ベラ・アニシモワ ナタリア・ボチナ                   | 陸上   | 女子4×100mリレー           |
| 銀     | スベトラーナ・クラチェフスカヤ                                                                      | 陸上   | 女子砲丸投                 |
| 銀     | サイダ・グンバ                                                                                      | 陸上   | 女子やり投                 |
| 銀     | オルガ・ルカビシュニコワ                                                                            | 陸上   | 女子五種競技               |
| 銀     | アンドレイ・クリロフ                                                                                | 競泳   | 男子200m自由形             |
| 銀     | アンドレイ・クリロフ                                                                                | 競泳   | 男子400m自由形             |
| 銀     | アレクサンドル・チャエフ                                                                            | 競泳   | 男子1500m自由形            |
| 銀     | ビクトル・クズネツォフ                                                                              | 競泳   | 男子100m背泳ぎ             |
| 銀     | アルセンス・ミスカロフス                                                                            | 競泳   | 男子100m平泳ぎ             |
| 銀     | セルゲイ・フェセンコ                                                                                | 競泳   | 男子400m個人メドレー       |
| 銀     | ビクトル・クズネツォフ アルセンス・ミスカロフス エフゲニー・セレディン セルゲイ・コプリアコフ       | 競泳   | 男子4×100mメドレーリレー   |
| 銀     | エルビラ・ワシリコワ                                                                                | 競泳   | 女子100m平泳ぎ             |
| 銀     | スベトラーナ・バルガノワ                                                                            | 競泳   | 女子200m平泳ぎ             |
| 銀     | アレクサンドル・パンフィロフ                                                                        | 自転車 | 男子1000mタイムトライアル  |
| 銀     | テンギズ・フブルーリ                                                                                | 柔道   | 男子95kg以下級             |
| 銅     | ニコライ・キーロフ                                                                                  | 陸上   | 男子800m                   |
| 銅     | サチムクル・ジュマナザロフ                                                                          | 陸上   | 男子マラソン               |
| 銅     | アレクサンドル・プチコフ                                                                            | 陸上   | 男子110mハードル           |
| 銅     | エフゲニー・イフチェンコ                                                                            | 陸上   | 男子50km競歩               |
| 銅     | ワレリー・ポドルジニー                                                                              | 陸上   | 男子走幅跳                 |
| 銅     | ユーリー・タム                                                                                      | 陸上   | 男子ハンマー投             |
| 銅     | セルゲイ・ゼラノフ                                                                                  | 陸上   | 男子十種競技               |
| 銅     | タチアナ・プロビドヒナ                                                                              | 陸上   | 女子800m                   |
| 銅     | ナデジダ・オリザレンコ                                                                              | 陸上   | 女子1500m                  |
| 銅     | タチアナ・スカチコ                                                                                  | 陸上   | 女子走幅跳                 |
| 銅     | タチアナ・レソバヤ                                                                                  | 陸上   | 女子円盤投                 |
| 銅     | オルガ・クラギナ                                                                                    | 陸上   | 女子五種競技               |
| 銅     | イヴァー・ストゥコルキン                                                                            | 競泳   | 男子400m自由形             |
| 銅     | ウラジミール・ドルゴフ                                                                              | 競泳   | 男子100m背泳ぎ             |
| 銅     | アルセンス・ミスカロフス                                                                            | 競泳   | 男子200m平泳ぎ             |
| 銅     | ユリヤ・ボグダノワ                                                                                  | 競泳   | 女子200m平泳ぎ             |
| 銅     | エレーナ・クルグロワ エルビラ・バシルコワ アーラ・ギリシュチェンコワ ナタリア・メシュチェリャコワ   | 競泳   | 女子4×100mメドレーリレー   |
| 銅     | ユーリ・バリノフ                                                                                    | 自転車 | 男子個人ロードレース       |
| 銅     | セルゲイ・コピロフ                                                                                  | 自転車 | 男子スプリント             |
| 銅     | アランビ・エミシュ                                                                                  | 柔道   | 男子60kg以下級             |
| 銅     | アレクサンドル・ヤチケビッチ                                                                        | 柔道   | 男子86kg以下級             |